# Perché l'hai fatto
Perché l'hai fatto è un album raccolta del cantante Paolo Mengoli, pubblicato nel 1991 dall'etichetta discografica Pull (numero di catalogo PM 12039).

## Tracce
1. Perché l'hai fatto
2. Piano piano in silenzio
3. Occhi
4. Ahi che male che mi fai
5. Se questa notte
6. Buonanotte
7. Mi piaci da morire
8. Bimba mia
9. Nina sta
10. Pianeti lontani
11. Spengo il fuoco
12. Esageratamente solo tu